# 1971年の航空
< 1971年
1970年の航空 - 1971年の航空 - 1972年の航空

## 航空に関する出来事

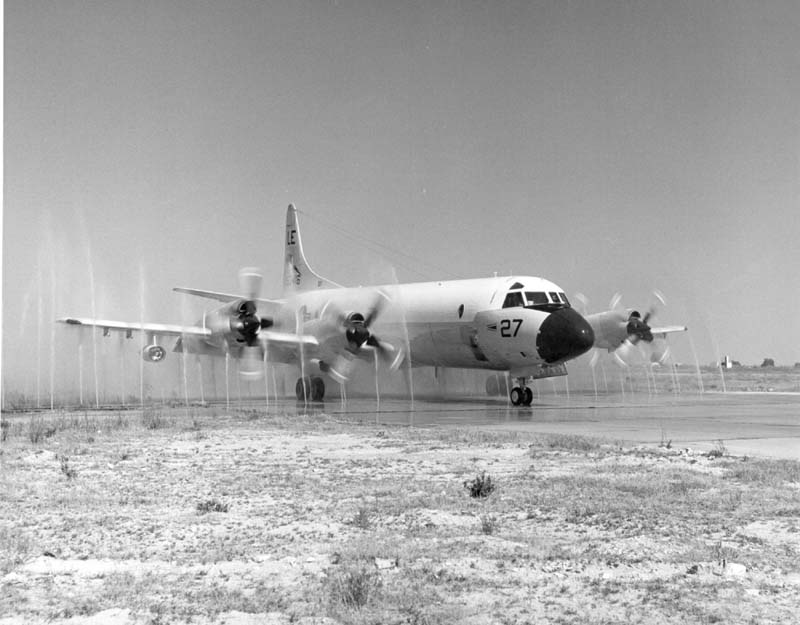
ロッキード P-3 オライオン

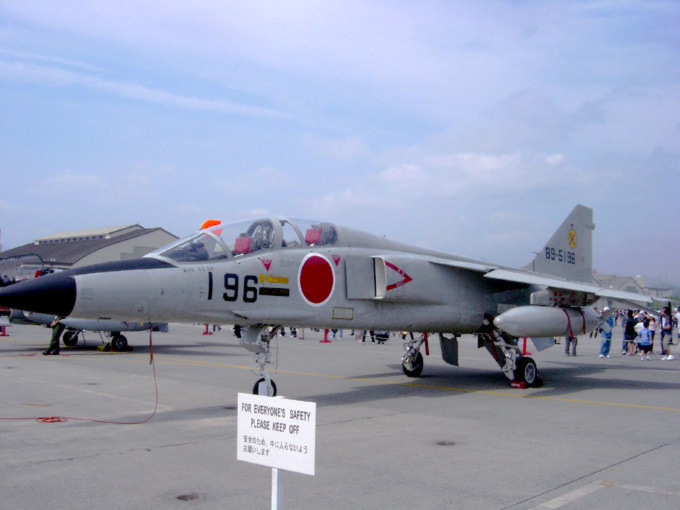
T-2

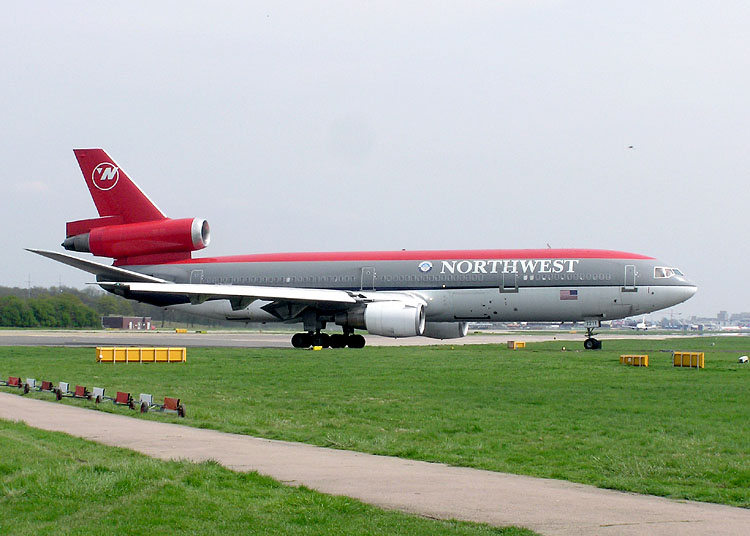
DC-10（写真はノースウエスト航空）

- 1月22日 - アメリカ海軍のドナルド・H・リリエンタールが操縦する、ロッキード P-3 オライオンが11,036.47kmのターボ・プロップ機の無着陸飛行記録を樹立した。平均速度は806.1km/hであった。
- 1月31日〜2月9日 - アポロ14号で3回目の月面着陸が行われた。
- 3月21日 - イギリスのヘリコプター、ウェストランド WG 13 リンクスが初飛行した。
- 3月24日 - アメリカ合衆国議会が超音速旅客機ボーイング2707への資金提供を否決した。
- 4月19日 - ソビエト連邦の有人宇宙ステーション、サリュート1号を打ち上げた。
- 4月23日〜25日 - ソユーズ10号がサリュート1号とドッキングを試みたが失敗した。
- 5月15日 - 日本国内航空、東亜航空が合併、東亜国内航空となった。
- 6月18日 - サウスウエスト航空が運航を開始した。
- 6月29日 - ソユーズ11号が、大気圏突入直前に空気漏れを起こし、乗員3人全員が死亡した。
- 7月3日 - 東亜国内航空のYS-11「ばんだい号」が函館市北方横津岳山腹に墜落し、68人が死亡した。（ばんだい号墜落事故）
- 7月20日 - 三菱重工の、日本初の超音速ジェット練習機、XT-2（T-2の試作機）が初飛行した。
- 7月26日〜8月7日 - アポロ15号が月面着陸し、月面探査車が最初に使用された。
- 7月30日 - 岩手県雫石町上空で全日空機と自衛隊機が空中衝突し、全日空機側の162人が死亡した。（全日空機雫石衝突事故）
- 8月4日 - イタリアのヘリコプター、アグスタ A.109が初飛行した。
- 8月5日 - アメリカン航空がマクドネル・ダグラス DC-10を初就航させた。
- 9月4日 - コンコルドによる最初の大西洋横断飛行が行われた。
- 12月3日〜17日 - インド・パキスタン戦争で、インド空軍は72機、パキスタン空軍は94機を失った。

## 1971年に初飛行した機体の画像

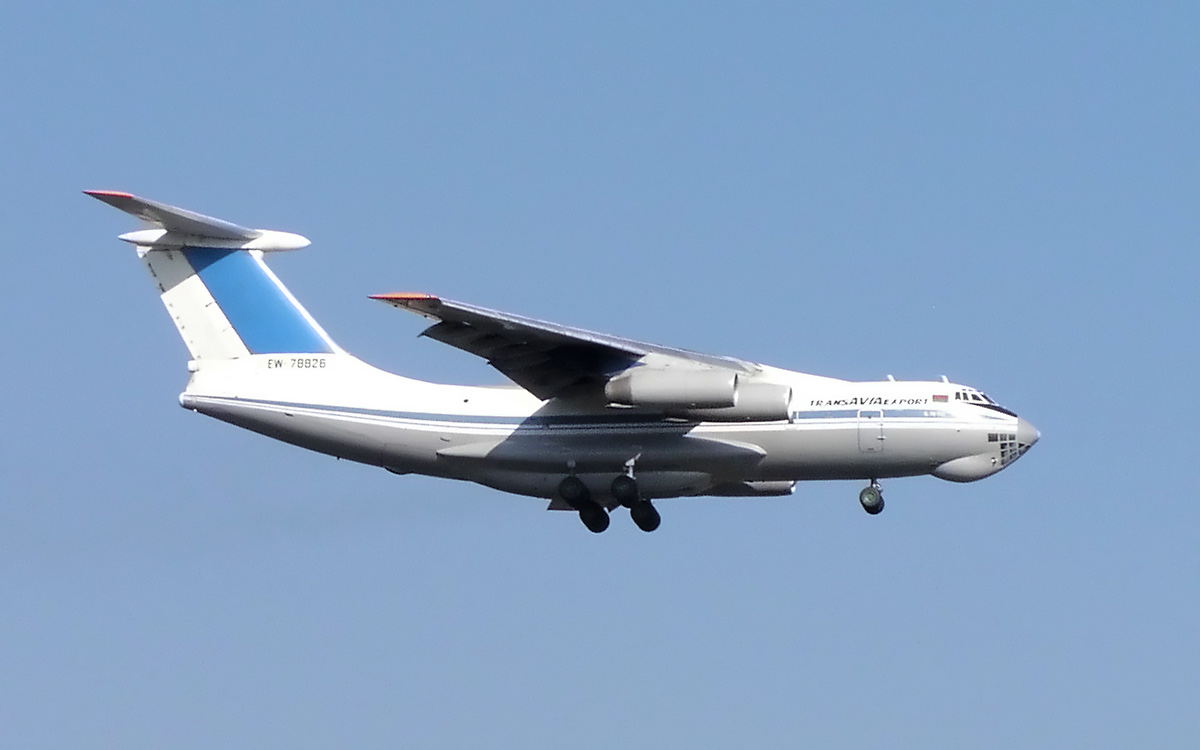
Il-76 （3月25日）
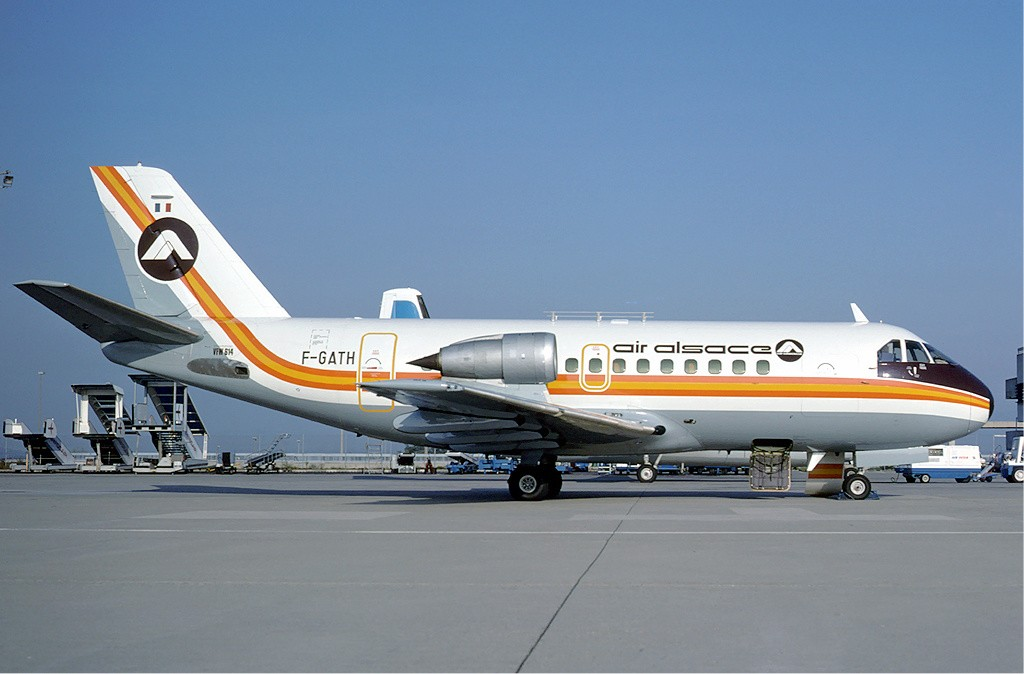
VFW 614 （7月14日）
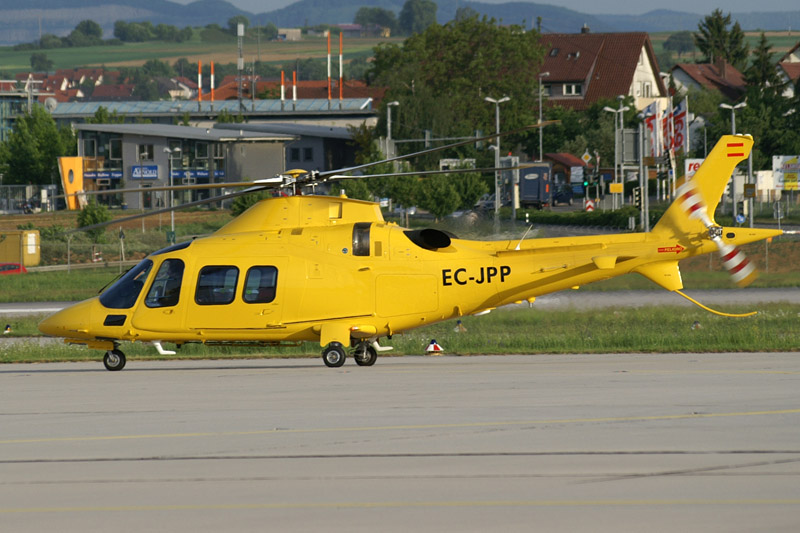
アグスタ A109 （8月4日）

## 航空に関する賞の受賞者
- ハーモン・トロフィー：トマス・エステス、ドウェイン・ヴィック、ジェリー・コッブ
- デラボー賞： アラン・シェパード(USA)、デイヴィッド・スコット (USA)
- FAI・ゴールド・エア・メダル：en:Elgen Long
- イギリス飛行クラブ金賞：シェーラ・スコット（Sheila Scott）